# ماليا
ماليا (باليابانية: MALIA) هي عارضة أزياء يابانية، ولدت في 1 فبراير 1983 في يوكوهاما في اليابان.